# Plombémie
La plombémie est la mesure du taux de plomb présent dans le sang, chez l'humain (ou l'animal en médecine vétérinaire). Elle est prédictive de risques graves (irréversibles chez le foetus, embryon et jeune enfant) pour la santé. Chez l'enfant, dans de nombreux pays elle déclenche un dépistage approfondi avec prise en charge médico-sociale. 

## Interprétation
Aux États-Unis, les Centers for Disease Control and Prevention (CDC), ou « centres de contrôle et de prévention des maladies », l’Organisation mondiale de la santé (OMS) et la plupart des pays de l'Union européenne ont une valeur limite de 100 μg·L-1 de sang car la plombémie (taux de plomb dans le sang) est l’indicateur le plus communément utilisé dans le monde pour des raisons de commodité, mais il est incomplet car il n'indique qu'une contamination récente du sang.
De plus une étude récente (2018) montre qu'elle crée un biais : « le plomb sanguin étant essentiellement érythrocytaire, en cas d’anémie (systématique dans les cas graves), la plombémie exprimée en μg/L sous-estime la dose interne de plomb, ce qui peut être à l’origine d’une prise en charge inadaptée » (dans 10 % des cas environ selon les auteurs. En présence d'anémie, quelle que soit sa cause, il faut ajuster la plombémie en s'intéressant aussi au taux d'hémoglobine du sang.

## Significations
Des traces de plomb sont aujourd'hui détectées dans le sang de tous les individus.[réf. nécessaire]

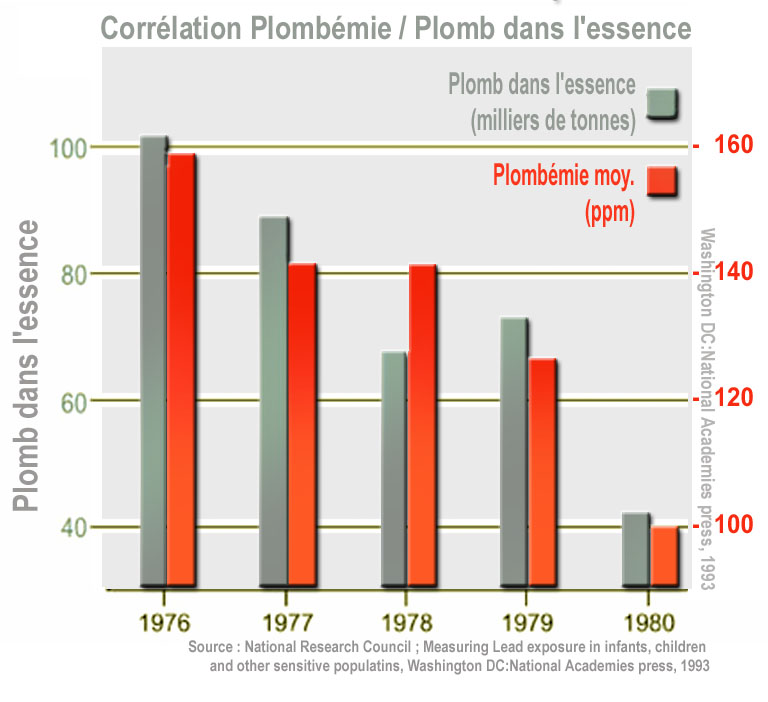
Aux États-Unis, de 1976 à 1980, la baisse du taux moyen de plomb dans l'air (à la suite de l'interdiction du plomb dans l'essence) a été nettement corrélée à celle de la plombémie (taux de plomb dans le sang).
En France, selon l'INSERM,, la plombémie moyenne est ainsi passée de 125 μg à 65 μg en 1998, soit encore près de 3 fois plus qu'aux États-Unis en 1991-1994 (23 μg). Depuis, la moyenne aux États-Unis est même tombée à 16 μg en 1999-2002

Une plombémie élevée peut être l'indice :
- d'une intoxication saturnine récente via l'alimentation (ingestion de plantes ou gibier contaminé, ou directement de grenaille de plomb de chasse ou plomb de pêche portés à la bouche pour les refermer sur le fil[5], ou ingestion de boisson contaminée), l'inhalation ou par voie transcutané ;
- d'un relargage de plomb dans le sang, à partir du système osseux, à la suite d'une fracture osseuse ou d'une ostéoporose ;
- chez l'embryon, le fœtus, le bébé ou jeune enfant allaité, le plomb peut provenir de la mère (via le placenta) ou du lait.
- d'une blessure par grenaille de plomb ou par balle de plomb (blessure de guerre ou accident de chasse), avec moins de risques si les projectiles se sont logés dans des tissus mous[6]

La mesure de la plombémie permet de confirmer ou détecter le saturnisme, maladie induite par l'intoxication de l'organisme par le plomb ou ses dérivés. 
La plombémie générale de la population ou d'une sous-population (ouvrière par exemple, ou de quartiers anciens) est suivie par des enquêtes épidémiologiques et de biosurveillance à grande échelle et sur plusieurs décennies dans certains pays (par exemple aux États-Unis (avec notamment l'étude National Health and Nutrition Examination Survey (NHANES) de 2001-2002), en Allemagne (avec la German Environmental Survey (GerES III) de 1998 et la German Environmental Survey for Children (GerES IV) de 2003-2006), au Canada).  Pour disposer de références sur les taux « normaux », on fait aussi des mesures de plombémie chez des populations jugées peu exposées, y compris en milieu de travail.

## Métrologie

### Unités
La plombémie est généralement donnée en µg/L (ou ppb) et plus anciennement en µg/dL.

### Méthodes d'analyse
Plusieurs méthodes analytiques existent, dont certaines sont mises en œuvre par des laboratoires homologués pour les analyses médicales et pour des évaluations générales de santé publique .
En France, un contrôle national de qualité des mesures de plombémie a été demandé par le Ministère du Travail en 1992 à la suite de la mise en question par des industriels de la bonne capacité des laboratoires de biologie médicale à doser le plomb dans le sang (plombémie). En 1996, un contrôle de qualité externe (avec « bilan rétrospectif ») a pu être fait (il fallait pour avoir des résultats statistiquement significatifs avoir un nombre suffisant de laboratoires participants). 
15 ans plus tard, l'Agence nationale de sécurité du médicament et des produits de santé a commandé un bilan de la banque de données collectées (1996-2011), qui a montré que le nombre de laboratoires a fortement diminué (il est passé de 73 à 41). La performance de ces laboratoires a cependant augmenté (diminution de la dispersion des résultats sur toute la gamme des plombémies testées ; de 9 à 700 μg/L). 
Depuis 2006, la torche à plasma couplée à la spectrométrie de masse est de plus en plus utilisée, alors que la spectrométrie d'absorption atomique électrothermique l'est de moins en moins, mais selon une évaluation pour la période 1996-2011 (publiée en 2014), « ces deux techniques analytiques, à expérience de métrologie identique, conduisent à des résultats non statistiquement différents sur la totalité des concentrations testées ».

## Normes, valeurs seuils
- On considère que le plomb agit toujours sur le cerveau dès le premier µg/L.
- La valeur de vigilance est de 25 µg/L en France.
- La valeur de déclaration obligatoire est de 50 µg/L en France.
  - Elle est 1 huitième de la valeur limite pour les hommes adultes, mais 1 sixième seulement pour les femmes adultes, alors qu'un huitième de cette valeur serait 37,5 µg/L
- La valeur de référence du plomb sanguin est de moins de 90 µg/L pour l'homme adulte et de moins de 70 µg/L pour la femme adulte. Cette valeur est parfois discutée car alignée sur des valeurs contemporaines alors qu'ils semble que les organes de l'homme préhistorique contenait bien moins de plomb que ceux de l'homme d'aujourd'hui.
- La valeur recommandée est celle à partir duquel il convient d’envisager des mesures visant à réduire l’exposition à la substance[13]. 
Moins de 1 % des  Canadiens avaient en 2008 des plombémies dépassant la valeur recommandée par Santé Canada à cette époque, ce qui montre une situation en très net progrès car en 1978-1979, l'enquête de Santé Canada avait mis en évidence que 1/4 (25 %) des Canadiens de plus de 6 ans étaient victimes d'un saturnisme léger à grave (plombémie dépassant les 100 μg/L)[14]. En 2010, un Canadien moyen présente une plombémie beaucoup plus élevée que celle d'un homme préhistorique (selon mesures faites sur des ossements, l'os stockant l'essentiel du plomb), mais proche des taux mesurés chez les personnes réputées non particulièrement exposées. On manque de données sur les pays en développement, mais des indices laissent penser que le plomb et l'essence plombée (au plomb tétraéthyl y sont encore parfois d'importants facteurs d'intoxication.
  - Les femmes en âge de procréer et susceptibles d'être enceintes, dont le taux de plombémie dépasse 100 µg/L, présentent le risque de donner naissance à des enfants présentant des déficiences, intellectuelles notamment, avec un taux sanguin en plomb supérieur à la valeur limite de 100 µg/L conseillée par le CDC (Center for Disease Control), qui est aussi un seuil d'intervention dans la plupart des pays. Si ce taux reste élevé les enfants à naître peuvent présenter un risque grave de déficit du développement.
- La valeur biologique limite à ne pas dépasser est fixée à 400 µg/L de sang pour les hommes et 300 µg/L de sang pour les femmes. Par définition au-delà de cette valeur la maladie est quasi certaine et des mesures d'urgence doivent être prises pour réduire drastiquement l'exposition.
  - Il n'y a pas de valeur limite pour les enfants. Si on considère la moitié de la valeur limite pour la femme adulte, 150 µg/L est une plombémie particulièrement inquiétante pour un enfant, mais il faut relativiser car dans les années 1970 certains enfants présentaient des taux aussi élevés.
- Chez un adulte supposé par ailleurs en bonne santé, des coliques saturnines peuvent survenir dès 800 µg/L de sang et un inconfort abdominal dès 600 µg/L, une situation qui peut résulter d'une fracture (libération de plomb par le squelette) ou d'un simple régime amaigrissant[15].

### Chez l'animal
Les animaux peuvent être contaminés via leur alimentation ou par l'eau qu'ils boivent ou la poussière qu'ils lèchent sur leur pelage. 
Les oiseaux d'eau mangeant dans les sédiments, et les oiseaux terrestres se nourrissant sur le sol sont particulièrement exposés au plomb. Il a été montré que de nombreux animaux blessés à la chasse, mais ayant guéri de leurs blessures peuvent contenir de une à des dizaines de petites particules de plomb issu de l'éclatement du projectile quand il a rencontré un os. 
Ce  plomb peut modifier la plombémie ou les analyses classiques d'organes. Il peut être visible aux rayons X. Ainsi en 1974, des Eiders (Somateria mollissima) et l'Harelde boréale (Clangula hyemalis) mourants à la suite d'une marée noire  ont été tirés pour les étudier scientifiquement. Les tissus du foie et des reins ont été analysés pour les polluants environnementaux et l'analyse de plomb ont donné des résultats reproductibles. Mais, des photographies aux rayons X ont mis en évidence des particules dispersées dans la chair de l'animal ; après lavage, il s'est avéré que ces particules étaient de petits morceaux de plomb et de petits éclats d'os de tailles variées, pour certains pas plus gros qu'une poussière. Les auteurs soulignent que des oiseaux tués avec projectiles au plomb (la grenaille de plomb contient aussi de l'arsenic et de l'antimoine) ne doivent pas être utilisés pour la détermination du plomb (ou alors une étude minutieuses du cadavre doit être faite aux rayons X avant l'analyse chimique, et plusieurs spécimens devraient être analysés.

## Évolutions et controverses sur les seuils
Jusqu'à la fin du  siècle et au début du XXIe siècle, une plombémie supérieure à 100 µg par litre de sang était le seuil officiel définissant l'intoxication par le plomb chez l'enfant, maladie connue sous le nom de saturnisme infantile, mais un nombre croissant de chercheurs ont détecté des effets sur le cerveau - chez l'enfant surtout - à des taux beaucoup plus bas, ce qui fait envisager depuis la fin des années 1990 une diminution du seuil de 100 µg/L et d'imposer une déclaration obligatoire du saturnisme chez l’enfant de moins de 18 ans . 
Dans la première décennie du XXIe siècle, En France, la plombémie moyenne des adultes a été divisée par deux grâce au retrait du plomb dans l’essence et à diverses mesures sanitaires européenne concernant la protection de l'air, de l'eau et de l'alimentation, mais elle reste au-dessus de ce qui était avant l'ère industrielle. 
Une étude française (2013)  ayant porté sur la plombémie de quatre-vingt-dix-neuf enfants (garçons et filles de moins de 18 ans) a donné une plombémie 10,9 µg/L, avec des valeurs de 6,1 µg/L à 23,4 µg/L pour le 5e au 95e percentile, sans différence significative de plombémie selon l’âge. Les auteurs en concluent que « Toute plombémie supérieure à 25 µg/L chez l’enfant doit être considérée comme anormale ». 
Une controverse porte depuis plusieurs décennies[Quand ?] sur les seuils et valeurs qu'il ne faudrait pas dépasser ; Des marqueurs biologiques[pas clair] laissent penser que le plomb est toxique quelle que soit sa dose, notamment pour le fœtus et l'embryon. Par exemple des effets de type TDAH sont scientifiquement observés dès 16 µg/L de sang, soit bien en dessous du seuil de 100 µg/L retenu pour l’exposition in utero, ce qui  « confirme le besoin de revoir à la baisse le niveau tolérable pour les enfants et de lancer des interventions afin de réduire l’exposition au plomb ».

## Taux habituellement mesurés chez l'homme
Les plombémies ont fortement augmenté chez l'homme aux XIXe et XXe siècles avec un pic au moment de la plus grande consommation d'essence plombée (au canada, la plombémie moyenne était de 190 μg/L de sang en 1970), pour diminuer à la fin du XXe siècle dans les pays développés, avec l'interdiction du plomb, dans les peintures puis dans les soudures de boites de conserve, encapsulage de bouteilles d'alcool, et surtout comme additifs de l'essence et plomb de cartouches de chasse utilisées dans les zones humides.  
À titre d'exemple, au Canada :
- plus de 99 % des Canadiens de 6 à 79 ans ont des taux de plomb mesurables, c'est-à-dire dépassant le seuil de détection des essais en laboratoire qui est de 0,2 μg/L,
- en 2008, la moyenne géométrique des plombémie était de 13,7 μg/L chez les Canadiens,
- Santé Canada établit actuellement à 100 μg/L la valeur recommandée de la concentration sanguine de plomb pour l’ensemble de la population.

## France
Existe dans ce pays un Système national de surveillance des plombémies de l'enfant (SNSPE) - pour le 0 à 18 ans - et une base de données du même nom qui collecte les données issues de la déclaration obligatoire et d'autres, mais il n'y a pas de contrôle systématique de la plombémie en France, même dans les régions à risques. En 2011, selon cette base la région Île-de-France est celle où le plus grand nombre de cas ont été enregistrés (dans le département de la Seine-Saint-Denis notamment) mais la pression de recherche de cas varie beaucoup selon les lieux et les époques.
Alors que 130 000 salariés étaient encore potentiellement exposés au plomb en France selon l'étude Sumer 2003, il existe aussi un projet de Système de surveillance des plombémies professionnelles (toujours en cours de montage en 2013)